# Diego Hernán Martínez
Diego Hernán Martinez (Buenos Aires, 16 novembre 1978) è un allenatore di calcio ed ex calciatore argentino, di ruolo centrocampista, tecnico del Cerro Porteño.

## Carriera

### Giocatore
Martinez, di ruolo mediano, ha giocato principalmente nelle serie minori del calcio argentino. Ha avuto anche esperienze all'estero, in particolare in Grecia, dove ha vestito le maglie del Pierikos e Diagoras.

### Allenatore
Ha iniziato la propria carriera di allenatore al Club Atlético Boca Juniors, dove ha allenato le divisioni giovanili. 
Successivamente ha collezionato diverse esperienze nelle serie minori del calcio argentino , allenando, in particolare, l'Ituzaingó e l'Estudiantes (BA), club in cui aveva militato anche da calciatore. Con l'Estudiantes ha vinto la Primera B Metropolitana e raggiunto le semifinali di Copa Argentina 2018-2019, venendo poi eliminato dal River Plate.
Un anno più tardi, ha allenato per la prima volta un club di Primera División,ossia il Godoy Cruz. Dopo pochi mesi, però, ha rassegnato le dimissioni.
Nel 2021 è diventato il nuovo allenatore del Tigre, club col quale ha vinto la Primera B Nacional 2021 e ha raggiunto la finale della Copa de la Liga Profesional 2022, persa, poi,contro il Boca Juniors. Al Tigre è riuscito a valorizzare tanti giovani talenti, tra cui Mateo Retegui e Facundo Colidio ed a proporre uno stile di gioco propositivo ed efficace.
Dopo una breve, ma felice esperienza all'Huracán, contribuendo al raggiungimento dell’obbiettivo salvezza, il 29 dicembre 2023 è stato ufficializzato come nuovo allenatore del Boca Juniors. Il 29 settembre 2024, a seguito di tre sconfitte consecutive in campionato, rassegna le dimissioni come tecnico del Boca Juniors.
Il 12 dicembre 2024 viene annunciato come il nuovo allenatore del Cerro Porteño a partire dal 1º gennaio 2025.

## Palmares

### Giocatore
- Primera C Metropolitana: 1

Ituzaingo: 2000-2001

### Allenatore
- Primera B Metropolitana: 1

Estudiantes (BA): 2018
- Primera B Nacional: 1

Tigre: 2021